# Program Lightweight Fighter
Lightweight Fighter Program – amerykański program rozwojowy dla lekkich myśliwców, tworzony w latach 60. i 70. XX wieku. Dzięki niemu zaprojektowano takie maszyny jak F-16 Fighting Falcon, czy F/A-18 Hornet. Projekt zainicjował strateg militarny i pilot myśliwski, John Boyd. Uznał on, że konieczne jest stworzenie lekkiego i stosunkowo taniego myśliwca o niskich kosztach eksploatacji. Dzięki niewielkiemu rozmiarowi i małej wadze, maszyna charakteryzowałaby się wysokim współczynnikiem ciągu do ciężaru, co daje lepszą zwrotność i wyższą prędkość wznoszenia.
W ramach realizacji projektu, powstały dwie maszyny - General Dynamics YF-16 oraz Northrop YF-17, będący pierwowzorem F/A-18 Hornet.
W późniejszym okresie, nazwę programu zmieniono na Air Combat Fighter (ACF).